# Winter Wonderland
"Winter Wonderland" es una canción escrita en 1934 por Felix Bernard y el letrista Richard Bernhard Smith. Debido a su tema estacional, a menudo se la considera una canción navideña en el hemisferio norte. Desde su grabación original por Richard Himber, ha sido versionada por más de 200 artistas diferentes.
La letra de la canción trataba sobre el romance de una pareja durante la temporada de invierno. Una versión posterior de "Winter Wonderland" (que se imprimió en 1947) incluía una "nueva letra para niños" que la transformó "de un interludio romántico de invierno a una canción de temporada sobre jugar en la nieve". El muñeco de nieve mencionado en el puente de la canción se cambió de un ministro a un payaso de circo, y las promesas que hizo la pareja en el verso final se reemplazaron con letras sobre retozar. Cantantes como Johnny Mathis conectaron ambas versiones de la canción, dando a "Winter Wonderland" un verso adicional y un coro adicional.

## Historia
Smith, nativo de Honesdale, Pensilvania, se inspiró para escribir la letra después de ver el Central Park de Honesdale cubierto de nieve. Smith escribió la letra mientras estaba siendo tratado por tuberculosis en el West Mountain Sanitarium en Scranton.
Grabado originalmente en 1934 para RCA Victor. Al final de una sesión de grabación diferente de Himber y su Hotel Ritz-Carlton Orchestra con tiempo extra de sobra, RCA Victor sugirió arreglar y grabar "Winter Wonderland" usando algunos miembros adicionales de su propia orquesta, que incluían a Artie Shaw y otros músicos de estudio de la ciudad de Nueva York.
La versión de Guy Lombardo de ese mismo año se convertiría en uno de los mayores éxitos de 1934.
En la letra sueca, "Vår vackra vita vintervärld", se menciona la palabra tomtar. En la versión de Mathis, escuchada en su LP Merry Christmas de 1958, la introducción se canta entre el primer y el segundo estribillo.
En 1960, Ella Fitzgerald grabó un arreglo de jazz de la canción para el lanzamiento de "Ella Wishes You a Swinging Christmas", de la casa disquera Verve.
En 1967, Tony Bennet incluye el tema en su álbum "Snowfall: The Tony Bennett Christmas Album".
En 2016, el grupo mexicano Pandora lanzó una versión en español titulada "Llegó la Navidad (Winter Wonderland)", como parte de su álbum Navidad con Pandora.

## Premios y logros
La versión de Guy Lombardo fue la más alta en las listas en el momento de la presentación. La versión de Johnny Mercer de la canción ocupó el puesto número 4 en la lista de reproducción al aire de Billboard en 1946. La misma temporada, una versión de Perry Como llegó a la lista de las diez más populares minorista; Como volvería a grabar la canción para su álbum navideño de 1959.
En noviembre de 2007, la Sociedad Estadounidense de Compositores, Autores y Editores (ASCAP) incluyó a "Winter Wonderland" como la canción navideña escrita por miembros de ASCAP más reproducida de los cinco años anteriores, citando la versión de Eurythmics de 1987 como la versión más comúnmente sonada.